# Batalla de Madrid
La batalla de Madrid, denominada también como defensa de Madrid, es el conjunto de episodios bélicos sucedidos en la zona de Madrid durante el transcurso de la guerra civil española. Tras el golpe de Estado del 17 y 18 de julio de 1936, la sublevación militar diseñada por el general Mola tiene lugar con éxito en el protectorado español de Marruecos y parte del norte de España. Tras el fracaso de la rebelión en Madrid en los días posteriores al pronunciamiento, con la caída del Cuartel de la Montaña y el de Campamento, la capital queda bajo el dominio gubernamental de la Segunda República Española. Desde este instante, la toma de la ciudad de Madrid es un objetivo militar para las tropas sublevadas, y es asediada desde el norte por las tropas del general Mola y posteriormente desde el sudoeste por las tropas del general Franco hasta su caída el 28 de marzo de 1939. 
Durante el intervalo que va desde el golpe de Estado en España de julio de 1936 hasta los primeros combates en noviembre, los militares sublevados reciben material militar y soldados de la Alemania nazi y la Italia fascista, mientras que el Gobierno republicano no recibe la ayuda de la Unión Soviética hasta el mismo inicio de la batalla de Madrid. El combate tuvo lugar en un relieve de la Meseta Central, donde los obstáculos geográficos no son de relevancia para las operaciones militares y es relativamente fácil la maniobra de las fuerzas militares en ambos bandos, con la excepción de las montañas septentrionales del sistema Central. El iniciador del plan fue el general Mola que, analizando la situación, diseñó un plan de avance centrípeto debido al poco apoyo previsto inicialmente por la Primera División Orgánica. La posesión de la capital era decisiva para el desenlace del conflicto y determinaría qué contendiente se haría con el control del país, ya que Madrid era un centro político, militar, estratégico y económico de primer orden, además de la capital política y sede del gobierno de la República. Pero durante la batalla de Guadarrama las columnas provenientes de Pamplona, Valladolid y Burgos no consiguen atravesar los puertos de la Sierra y el frente se estabiliza a principios de agosto de 1936. A partir de ese instante, las tropas del Ejército de África que avanzan por el sur, comandadas por el general Franco, adquieren protagonismo.
A pesar de que los principales combates tendrán lugar entre el otoño de 1936 y la primavera de 1937, desde el comienzo de la guerra hubo también importantes combates en áreas cercanas a la capital durante el verano y otoño de 1936. La batalla de Madrid tiene como particularidad haber sido una de las cuales en la que se bombardeó a objetivos civiles dentro de una ciudad, cosa que ya había ocurrido durante el sitio de Barcelona, y que después se realizó en diversas ciudades españolas durante el conflicto español y después durante la Segunda Guerra Mundial.

## Antecedentes

### La lucha en la Sierra de Guadarrama

Áreas controladas por los sublevados al inicio del conflicto.

El general Emilio Mola, al que el gobierno de Manuel Azaña había destituido de su puesto en el Protectorado Español en Marruecos enviándolo a Pamplona como comandante militar de Navarra, fue el "director" de la conspiración militar que pretendía acabar con el gobierno del Frente Popular salido de las urnas en febrero de 1936. Para ello hizo llegar a los militares comprometidos en el complot hasta trece Instrucciones Reservadas. En la segunda "instrucción reservada", datada el 25 de mayo de 1936, ya se fija como objetivo Madrid. El plan trazado es de carácter centrípeto (al contrario que los planes anteriores de la Junta de Generales que era de carácter centrífugo). En él se atacaría a Madrid desde las guarniciones de Valencia, Zaragoza, Burgos y Valladolid. El "Alzamiento" del 17 al 20 de julio de 1936 fracasó en unos lugares y triunfó en otros, interviniendo diversos factores como la inicial indecisión de algunos mandos, la ignorancia de las directivas de Mola en algunos ámbitos militares, el periodo veraniego que tenía a un porcentaje de mandos intermedios de permiso de vacaciones, etc. En Madrid a pesar de existir algunos cuarteles rebeldes, permanecían la mayoría de ellos leales al Gobierno y no todas las guarniciones siguieron los planes establecidos. A pesar de todo Mola logró destacar tres columnas motorizadas procedentes de Valladolid, Burgos y Pamplona. La columna de Pamplona estaba compuesta por milicias requetés entrenadas desde meses atrás, junto con tres batallones de infantería comandados por el coronel Francisco García-Escámez. La de Burgos era comandada por el coronel José Gistau Algarra y partió el día 20 de julio. El 22 partió la columna de Valladolid comandada por el coronel Serrador. Esta fuerza quedó detenida en diversos lugares de las laderas septentrionales del sistema Central y serían las primeras en hostigar a Madrid por el norte. Finalmente, la situación llegó a un punto muerto a principios de agosto de 1936. Esta situación revelaba, ya a finales de julio, que el plan inicial de Mola había fracasado, en lo que al avance sobre Madrid desde el Norte se refería.

### Los sublevados se acercan a la capital: comienza la defensa
A principios de octubre, con la moral de los sublevados muy elevada y sus fuerzas en el Frente del Tajo reorganizadas, se reinició el avance hacia Madrid. Mola había establecido el 3 de octubre la confluencia de una serie de columnas por el Norte, el Oeste y, sobre todo, por el Sur. Pero ante la resistencia republicana en la sierra este plan sería modificado y se daría prioridad a los avances desde el Sur. Inmediatamente se pone de manifiesto el endurecimiento de la resistencia republicana, a pesar de que no puede ponerse freno a las tropas sublevadas. La punta de lanza de esta ofensiva seguía estando compuesta por regulares marroquíes y legionarios como venía siendo desde que comenzara su avance en Sevilla hacía dos meses, pero estas tropas se encontraban desgastadas en gran manera. El general republicano Lister destacará que durante un contraataque republicano fueron capturados unos 50 moros que fueron enviados a su cuartel de retaguardia, descubriendo allí que son españoles vestidos con el uniforme de los regulares moros. Franco había ordenado vestir a soldados españoles como regulares africanos.[cita requerida]
Franco será consciente de la aparición de una importante amenaza: empiezan a llegar informes alemanes sobre el paso por el estrecho de los Dardanelos de buques soviéticos cargados de material militar, hecho que está en relación con el envío de un embajador soviético a Madrid y el comienzo de las relaciones entre la Unión Soviética y la II República Española. El líder soviético Iósif Stalin y el Comintern habían decidido romper el aislamiento diplomático de la República y comenzar el envío de asesores y material militar. El 15 de octubre llega a Cartagena el carguero soviético Komsomol cargado con 50 tanques T-26 y asesores militares. Para el 19, ya está siendo enviado el nuevo material soviético hacia el frente de Madrid. Otra de las decisiones del Comintern consistió en la organización de una fuerza de voluntarios para la guerra de España con sede en París, aunque esta ya se venía organizando desde el pasado verano. Esta fuerza será conocida como las Brigadas Internacionales y para principios de otoño ya estaba siendo enviada a España hasta Albacete, que será desde entonces el Cuartel General de las mismas. Cabe destacar que este apoyo diplomático y militar de la URSS fue acompañado de la presencia de agentes soviéticos del NKVD, y que el mismo provocó un gran aumento del poder del PCE, algo que sería posteriormente muy criticado pero que se consideró como un mal menor en aquel momento.
El gobierno de Largo Caballero comienza a tomar medidas y prepara la defensa de Madrid con la creación oficial del nuevo Ejército Popular de la República el 10 de octubre, que no estará operativo hasta cierto tiempo después y que pretende poner bajo el mando de un militar profesional a las milicias anarquistas, socialistas y comunistas que hasta entonces había consistido en la principal tropa del frente republicano. Estas masas ya habían mostrado su alto espíritu combativo pero su casi nula preparación militar y desde luego, acompañada de la escasa experiencia en el combate de sus jefes. Después de la sublevación del 18 de julio se había producido la desintegración del estado y las fuerzas armadas de la República, que constituirá un hecho desastroso en la dirección de la guerra en el bando legítimo. A partir de este momento empezarán a reconstruirse de nuevo con el objeto de hacerse con el control y de detener a los sublevados antes de que sea demasiado tarde. El 29 de octubre tendrá lugar un primer contraataque republicano de importancia en la localidad toledana de Seseña, dónde se produce el primer combate con los T-26 recién llegados aunque finalmente los republicanos son rechazados. El general Yagüe ya lo había confirmado hacía un mes y ahora se confirmaban los peores augurios de muchos comandantes sublevados, pero se continuó con los planes pues cada vez era más perceptible la cercanía de los combates a las afueras de la capital.

## Preparación de la Batalla

### Los planes de ataque
Tras el golpe de Estado del 17 y 18 de julio de 1936, que no tuvo igual suerte en todo el territorio, ciudades como Madrid permanecieron leales a la República. Las tropas rebeldes de África se fueron agrupando en el sur de la península. Ya desde el 2 de agosto, que comenzaron su avance, Madrid era un objetivo militar. Apenas llevaban tres meses de combates por la zona de Extremadura cuando ya se encontraban en los lindes de la Casa de Campo. Las cuatro columnas atacantes (la de Castejón, Asensio, Barrón, Tella) se sitúan el 6 de noviembre a siete kilómetros de la Puerta del Sol. Las columnas rebeldes encontraron diversos problemas tácticos, pero en ningún momento se impidió o se detuvo su avance. Las dos únicos núcleos de grandes poblaciones atacados durante esos tres meses[cita requerida] fueron Badajoz (el 14 de agosto las tropas del general Yagüe) y Toledo (general Varela). Los asaltos de las tropas atacantes tuvieron casi siempre tácticas similares, primero se ejecutaba un ataque frontal muy agresivo apoyado por efectivos de artillería pesada, y luego se ejecutaba un desbordamiento por los flancos (maniobra envolvente), esto último solía causar pánico entre las tropas milicianas que poseían poca instrucción militar, lo que provocaba una retirada desordenada que acababa deshaciendo la defensa. En algunos casos se procedía a rodear las fuerzas milicianas dejando expedita una vía de escape que era fuertemente bombardeada por la artillería. Estas tácticas fueron ejecutadas repetidas veces durante el avance a Madrid. Sin embargo ahora el objetivo militar era más extenso y existían diversas posibilidades de ser abordados.
Por un lado se encontraban las agrupaciones de edificios ubicados a la derecha del río Manzanares, estas agrupaciones se prolongan en barrios desde los que se podría establecer una resistencia considerable. La situación se convertía en peligrosa, con algunos edificios dominantes en la orilla izquierda del río, que se encontraba canalizado desde el Puente de los Franceses al de Princesa. Desde el río el avance es en cuesta arriba. La idea de llegar a la Ciudad Universitaria y a la Plaza de España, y desde allí avanzar a lo largo de diversos puntos de la ciudad hasta dominarla era una de las posibilidades más tenidas en cuenta por Varela. Otra de las opciones era estirar el frente hacia el sureste (en dirección a Vallecas) pero quedó desechado al ver que al final no había punto de entrada a la ciudad. Tras evaluar Varela diversas opciones se decide atacar por la Casa de Campo por la Puerta Rodajos y desde allí avanzar cruzando el Manzanares para penetrar en la Ciudad Universitaria. Desde allí estabilizando la zona se procederá a tomar diversas áreas de la ciudad. Se iba a ejecutar como dirección principal de esfuerzo el eje Suroeste-Nordeste para alcanzar la línea del Manzanares entre el Puente de los Franceses y el Hipódromo. Simultáneamente otras columnas deberían tomar los pueblos y barrios al sur de la capital y presionar sobre los puentes de Segovia, de Toledo y Legazpi, distrayendo a las fuerzas de defensa del escenario principal del ataque.

### Ordenamiento de las fuerzas defensivas

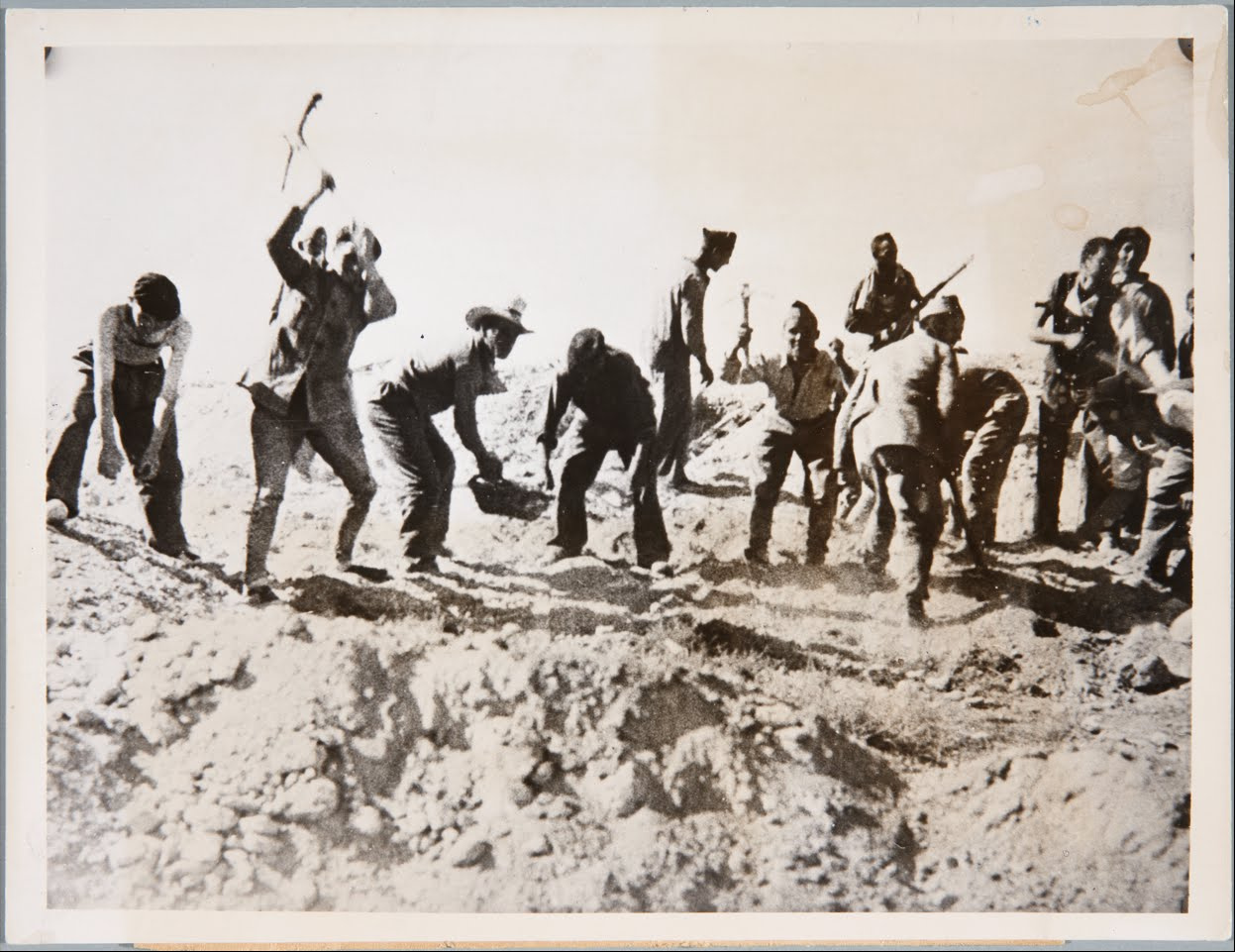
Milicianos preparando las defensas de Madrid, fotografía realizada en 1936.

Tras la liberación del Alcázar de Toledo, las tropas del General Varela avanzaron directamente a Madrid. El 6 de noviembre de 1936 a las ocho de la tarde se convoca al general Miaja y al general Pozas para reunirse con Largo Caballero. A ambos generales se les entrega un oficio en sobre cerrado que pone en su membrete "para abrir a las seis horas del día 7". Al salir ambos generales desobedecen las instrucciones del membrete y abren el contenido de su interior. Su sorpresa fue que al abrirla el contenido había sido cambiado, quizás por las prisas por abandonar Madrid. Su contenido era:

El Gobierno ha resuelto, para poder continuar cumpliendo con su primordial cometido de defensa de la causa republicana, trasladarse fuera de Madrid, encarga a VE de la defensa de la capital a toda costa. A fin de que lo auxilien en tan trascendental cometido, (…) se constituye una Junta de Defensa de Madrid, (…) Esa Junta tendrá facultades delegadas del Gobierno para la coordinación de todos los medios necesarios para la defensa de Madrid que deberá ser llevada al límite y, en el caso de que a pesar de todos los esfuerzos haya de abandonarse la capital, (…) las fuerzas deberán replegarse a Cuenca para establecer una línea defensiva en el lugar que le indique el General Jefe del Ejército del Centro.
firmado por Largo Caballero.

El oficio establecía la defensa a toda costa y al mismo tiempo el repliegue a Cuenca, algo que a ojos del jefe de Estado Mayor republicano, Vicente Rojo, le era contradictorio desde un punto de vista puramente militar. Miaja debió recibir instrucciones verbales para mantener la Capital durante al menos siete días. Esto daría tiempo para preparar una contraofensiva desde el Jarama guiada por Sebastián Pozas. Este oficio entrega a Miaja la responsabilidad de la defensa de Madrid mediante la Junta de Defensa de Madrid. El Gobierno de la República se dirige esa misma noche a Valencia, el 19 de octubre Azaña ya abandonó la capital en dirección a Barcelona. La Junta es a partir de este instante el responsable de las operaciones militares. Miaja decide que Vicente Rojo sea el responsable del Estado Mayor.
Con el Gobierno de la República en Valencia y el ejército rebelde a escasos kilómetros, la Junta para la Defensa de Madrid decide el día 7 de noviembre resistir el ataque. Se organiza lo que se denomina la defensa de Madrid. El planteamiento de la defensa de la ciudad era tal que diversos mandos republicanos se encontraban ubicados en diferentes sectores:
- El comandante Lister en la línea Villaverde-Entrevías
- El teniente coronel Bueno en Vallecas
- Coronel Prada en el Puente de la Princesa
- Comandante Rovira en Carabanchel
- Teniente coronel Arce de la carretera de Extremadura
- Teniente coronel Galán en la Casa de Campo y en el Puente de la República (Puente del Rey)
- Comandante Enciso y Fernández Cavada jefe del Batallón presidencial se destaca en la Casa de Campo.[7]
- Comandante Romero en el Puente de los Franceses
- Comandante Galán en el eje Húmera-Pozuelo de Alarcón apoyado por Etelvino Vega.
- Coronel Barceló en Boadilla del Monte tenía como misión contraatacar por la retaguardia de las fuerzas rebeldes que entrara por la Casa de Campo.

Las tropas del general Miaja, que fueron aumentando en diversos frentes a lo largo de la batalla, eran 30 000. Dependiendo de las fuentes, las tropas de Varela consistían entre los 20 000 al comienzo de la contienda. Los ejércitos defensores alcanzaban los 30 000 soldados. El incremento de fuerzas debido a la incorporación de las Brigadas Internacionales llega a los cuarenta mil (16 de noviembre).

## La Batalla

### 1.ª fase: comienzo del asalto y lucha en la Casa de Campo
A comienzos de noviembre la línea del frente se encuentra a las puertas de Madrid: la base aérea de Getafe había caído en manos sublevadas con gran facilidad al atardecer del día 4 y poco después la de Cuatro Vientos, hecho de gran importancia para las armas sublevadas pues sus excelentes pistas asfaltadas se encontraban a escasos kilómetros del centro urbano de la capital, recrudeciendo los bombardeos que ya llevaban efectuándose desde finales de agosto. La moral del pueblo madrileño se encontraba hundida y el gobierno de la República empezó a preparar su evacuación y la de los ministerios a Valencia, pues daba por hecho que aunque la ciudad resistiera, acabaría finalmente sucumbiendo. Efectivamente, el 6 de noviembre se produce la salida del Gobierno hacia Valencia, donde será establecida la capital de la República en los siguientes meses. Se creará un organismo específico para que se haga cargo del vacío legal dejado por el conocido ahora como ‘‘Gobierno de Valencia’’ y que se denominará la Junta de Defensa de Madrid, bajo la presidencia y dirección de José Miaja. Desde la estrategia militar, Miaja, junto al muy eficiente Vicente Rojo (la organización de la defensa de Madrid es esencialmente obra suya), también se encargará de organizar la defensa de Madrid y empezará la construcción de trincheras, nidos de ametralladores y puestos de artillería a lo largo del río Manzanares.

Mapa con las líneas en servicio del Metro de Madrid, en 1936. El metro fue ampliamente utilizado por los defensores de Madrid como transporte de municiones, equipo militar y soldados, como también para refugio y evacuación de muertos y heridos.

El 8 de noviembre Varela ordenó el asalto final contra Madrid, comenzando el avance desde la Casa de Campo hacia el Manzanares, mientras que desde el Sur se dirigirán para apoyar el principal esfuerzo de los sublevados en el Oeste. La resistencia de las brigadas al mando de comandantes como Líster, Barceló o Galán retrasó considerablemente el avance de las columnas sublevadas, de tal modo que los combates en la Casa de Campo seguían todavía los días 9 y 10. En esos días también se producen fuertes combates en torno al Puente de Castilla aunque dichos ataques son finalmente rechazados y el puente es finalmente volado. El día 9, en plena efervescencia de los combates, llegan a Madrid la primera unidad de las Brigadas internacionales, la XI Brigada Internacional al mando de Lazar Stern, más conocido como Emilio Kléber o General Kléber y realizan un desfile por la Gran Vía entre gritos de ¡Vivan los Rusos!. Estos se dirigirán a la Ciudad Universitaria, instalando su cuartel general en la Facultad de Filosofía y Letras y preparando las posiciones en torno al Manzanares y el Puente de los Franceses. Este era un puente ferroviario que comunicaba la capital con la Sierra y el norte de España.
Uno de los hechos decisivos durante el Asalto de Madrid fue el golpe de suerte que tuvieron los defensores: un carro de combate italiano que se había perdido dentro de la Casa de Campo, fue puesto fuera de combate y tropas republicanas, inspeccionando el mismo, encontraron una copia del plan general de los sublevados. Al llegar a manos de Rojo, este pudo reorganizar las tropas en los puntos críticos y así saber de antemano los movimientos de los sublevados. La aviación franquista bombardea fuertemente las posiciones del Manzanares, la Gran Vía, las estaciones del Norte y de Atocha y la Casa de Campo. El dominio del aire empieza a ser contestado por los nuevos aviones soviéticos Polikarpov I-15 e I-16, conocidos respectivamente por los republicanos como Chato y Mosca, que logran hacerse con los cielos. Por otro lado, empieza a correr la consigna, posteriormente famosa, «¡No pasarán!», cuyo efecto será elevar la moral de la población madrileña a medida que se hace evidente que la resistencia republicana será dura.

### 2.ª Fase: Entrada en el Campus
El 15 de noviembre a las ocho y media de la mañana se produce de nuevo un asalto con fuerte apoyo de blindados por parte de los ejércitos de Varela. Esta ofensiva de las tropas atacantes se realizó sorprendiendo y pillando desprevenidos a las posiciones defensoras que se encontraban preparando su propio asalto. La Orden de Varela fue transmitida por Yagüe a Asensio, quien respondió: «Mañana pasaré el río, con carros o sin carros». El avance fue acompañado de una fuerte batida de artillería, y se dirigió al puente Nuevo (o de Castilla); la defensa de la posición fue encarnizada, aunque sobre el mediodía, llegó a verse comprometido el puente. El avance asaltante queda detenido al embarrancarse todos los blindados en el lecho arenoso del río, un total de dieciocho carros de apoyo a la Columna. Los carros atacantes se abrieron paso a través de un boquete abierto en el muro fronterizo del Manzanares, boquete de aproximadamente cuatro metros abierto con dinamita, donde quedaron encallados. A las doce se produce la voladura del puente de la carretera (ubicado junto al Puente de los Franceses). La decisión se toma desde el bando defensor por parecer incontenible el avance atacante. Se vuela el puente de Galicia y se refuerza la retaguardia con barricadas para evitar el avance de tanques.

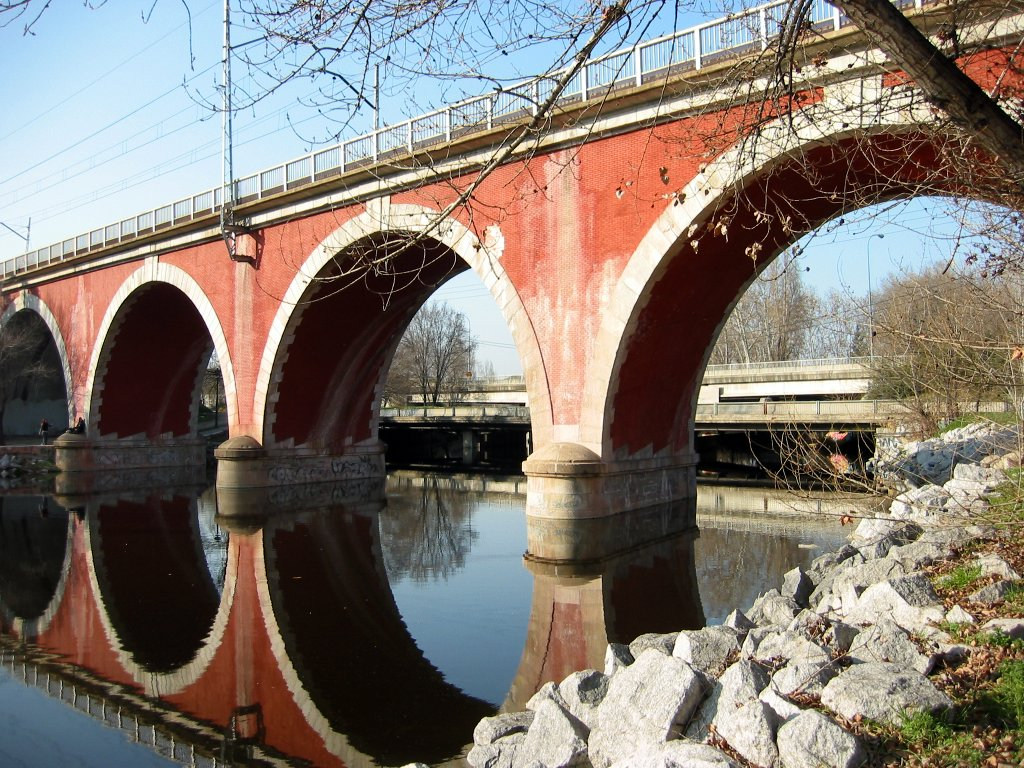
Puente de los Franceses, sobre el río Manzanares. Famoso y disputado puente durante la batalla con el objeto de la conquista de la Ciudad Universitaria de Madrid. Dio lugar a la copla titulada: puente de los Franceses. Al fondo, el puente de Castilla.

El grado de desgaste por parte de las tropas de Asensio es alto a lo largo del día 15. El forcejeo causa un elevado número de bajas en el bando atacante, y el objetivo de lograr entrar en el núcleo urbano se desvanece poco a poco. Se hicieron tres intentos consecutivos por parte de las tropas de Asensio para lograr pasar el río. En cada uno de los ataques el intenso fuego defensor paraliza los frentes de ataque. Cada batida de las tropas de Asensio coincide con un fuerte contraataque de las posiciones defensoras. Por la tarde se realizan voladuras de las vallas que rodean el Manzanares hasta que por la tarde algunos soldados del Tabor III de Regulares de Tetuán procedente de la Columna de Asensio penetran en el campus. Logran vadear el Manzanares a la altura del picadero del Club de Campo y, a través de la actual Avenida de Séneca, repelidos por el fuego enemigo, se dirigen a la Ciudad Universitaria. El asalto se produce a gran velocidad, la idea es ocupar la Escuela de Arquitectura. Este ataque produce una situación de pánico en la Columna Catalana (Columna López-Tienda o Libertad) y en la gente de Durruti, destacados en la Ciudad Universitaria. Sólo después de un fuerte bombardeo artillero y aéreo, dos tabores marroquíes y una bandera de legionarios pudieron atravesar el río. Entonces se encontraron con que la "columna Libertad" de los anarquistas se había retirado de improviso y no había sido reemplazada. La junta de Defensa de Madrid decide esa misma noche pedir a las columnas de blindados destinadas en Aravaca que asistan a las fuerzas de Durruti el día 16. La columna de Asensio logra pasar penosamente al anochecer del día 15 a la otra orilla del Manzanares. A cuatrocientos metros al norte del Puente de los Franceses los zapadores tienden una pasarela que denominan de la muerte. La reacción de las fuerzas leales a la República se concreta en una orden:

Mañana, día 16 (de noviembre), al amanecer, la Columna Durruti, partiendo del Asilo de Santa Cristina, realizará un reconocimiento ofensivo en la Ciudad Universitaria en dirección al Stádium, para rechazar al otro lado del río los elementos enemigos que hayan podido penetrar en dicha zona

En esta incursión prestarán su apoyo diversos blindados soviéticos destacados en Aravaca. A lo largo del día 15 las fuerzas de la Estación del Norte se dirigen a la carretera de La Coruña y ocupan los edificios, haciéndose fuertes en ellos. La situación general por ambas fuerzas es que concentran todas las fuerzas disponibles en el campus universitario. Durante el día 15 se han construido diversas barricadas en la Ciudad Universitaria. La XI Brigada Internacional fue enviada entonces para defender las facultades, mientras cada vez más soldados del ejército sublevado iban cruzando el río. La noche del 15 al 16 se prepara por la Junta de Defensa de Madrid la descongestión de la zona del campus, la idea de la junta es la de que han cruzado 200 moros (Denominadas así las tropas de Tabores). Las bajas en ambos bandos no pueden determinarse con precisión cada día debido a los problemas de evacuación.

### La entrada
Durante la madrugada del día 16 se procede a la voladura de la valla exterior de la Casa de Campo en un lugar más al norte con el objeto de preparar un intenso avance con blindados por esta zona. La columna del comandante Asensio consiguió establecer una cabeza de puente en el Manzanares tras tres intentos fallidos y después de un fuerte bombardeo las tropas sublevadas atravesaron el río a la altura de la Ciudad Universitaria. En la madrugada del día 16 ambos bandos son conscientes de la situación en la Ciudad Universitaria. El ejército defensor muestra como novedad la aparición de piezas de artillería de 77 mm, así como la incorporación de la 2.ª Brigada Mixta (comandante Gallego). Se ordena el refuerzo de la Ciudad Universitaria desde Chamartín de la Rosa del General Paul Lukács. El día 16 de noviembre las tropas de Asensio toman la Casa de Velázquez y la Escuela de Ingenieros Agrónomos en desconexión con los centros de comando y control en la retaguardia. En la Casa de Velázquez se instaló una compañía de brigadas internacionales de polacos. Se produce un bombardeo aéreo sobre Madrid a gran escala, cada día a partir del 16 hasta el 20 Madrid y las zonas de combate en la Moncloa serán bombardeadas insistentemente. El contraataque de la Columna Durruti del día 16 se ve entorpecido por el intenso avance de tropas enemigas desde las Facultades hacia el Clínico, se enclavan en el Asilo de Santa Cristina y allí protagonizan una encarnizada defensa. El 17 la Columna Durruti pierde la posición, retrocediendo al Clínico.
El día 17 la Columna más castigada es la de Asensio. La Columna de Delgado Serrano sufre casi 250 bajas Si el avance es exitoso las columnas deberían avanzar por el casco urbano. La aviación castiga la zona de paseo Rosales, Paseo de Moret y las dos orillas del Manzanares a primeras horas.

### Establecimiento del Frente

Sello conmemorativo de 1966 emitido en la RDA conmemorando la Defensa de Madrid como la muerte de Hans Beimler, comandante del Batallón Thälmann.

El día 17 de noviembre se produjo el segundo momento decisivo del avance de las tropas atacantes. La Columna de Asensio desde la Escuela de Agrónomos tomó el Asilo de Santa Cristina y atacó el Hospital Clínico, edificio en cuyo interior se luchó de forma encarnizada. La columna n.º 3 (Delgado Serrano), desde el estadio de operaciones ocupó la Fundación del Amo, ocupa la Residencia de Estudiantes y el Instituto de Higiene. Los combates fueron cruentos, siendo heridos el teniente coronel Delgado y el comandante Mizzian. Ese día Miaja y Rojo, de visita en la Cárcel Modelo, asistieron a una desbandada de la «Columna Catalana» (posiblemente también la de López-Tienda) en el parque del Oeste, que de forma providencial contuvieron, ya que los hombres que huían reconocieron a Miaja y volvieron de nuevo a la defensa. En el Clínico aún se luchó con dureza durante varios días después. La conquista del Hospital Clínico representó el máximo avance del ejército atacante en la Batalla de la Ciudad Universitaria. Aquel mismo día 17, algunas fuerzas de Tabores irrumpieron de nuevo en la Plaza de España y causaron escenas de pánico en las calles de Madrid a lo largo de la Gran Vía. Esta incursión pronto fue abortada desde posiciones milicianas que se reforzaron en la zona.
En este día el poder ofensivo de las columnas atacantes estaba exhausto. El número de efectivos atacantes en la zona no superaba los 2000, mientras los 11 000 de las defensivas. Las fuerzas atacantes combinaron, junto con los últimos avances del día 17 con un supremo esfuerzo para quebrantar la resistencia de Madrid por medio de bombardeos aéreos. Durante el atardecer cayeron en una hora un par de millares de bombas en el centro de Madrid. Fueron alcanzados hospitales y bocas del Metro. La metralla regó los espacios abiertos, como la Plaza de España. Algunas bombas incendiarias provocaron fuego en los barrios obreros. Se emplearon con preferencia las bombas incendiarias ya que se consideraban que el fuego era el medio más eficaz para extender el pánico, y aquella noche los bombarderos, en oleadas de diez o doce cada vez, guiados por los incendios, soltaron diferentes oleadas de bombas. Madrid carecía de refugios y apenas si tenía cañones antiaéreos.
El día 17 se reanudarán los combates en una nueva planificación de las operaciones militares: se amplía el terreno avanzando en varios puntos hasta el Hospital Clínico (este último mantenido por los milicianos anarquistas), pero también hasta el instituto de Higiene. Ese mismo día Franco decreta el bloqueo marítimo de los puertos bajo influencia republicana, amenazando con hundir todo aquel buque extranjero que no lo acatara.
Los bombardeos aéreos del 18 de noviembre sobre diferentes zonas urbanas de la capital se suceden constantemente, día y noche. Durante varios días, en los casi destruidos edificios universitarios las fuerzas oponentes conservaban diferentes pisos, gritándose insultos a través de los muros y arrojándose granadas de mano por las ventanas y los huecos de las escaleras. La confusión de la batalla es tal que no se sabe con certeza cuál es el frente y dónde se encuentran los atacantes o los defensores. El Clínico es una de las posiciones más disputadas por ambos bandos. Este día entra en combate la XII Brigada Internacional. Las noticias internacionales anuncian la entrada de las tropas sublevadas en la Ciudad. Muchas de las calles del Barrio de Arguelles hasta Plaza de España, junto con el Paseo de Rosales se convierten en barricadas: llenos de piedras y sacos terreros. Se hace prácticamente imposible circular por las mismas. Rafael Alberti lo menciona en un poema: "Las barricadas impiden las esquinas".
En la ciudad se acumulan miles de heridos, el alcalde en funciones pide permiso a la Junta de Defensa que se hagan fosas comunes y poder enterrar los muertos que se acumulan debido a la alta mortalidad del frente de la Ciudad Universitaria. Las tropas atacantes no pueden desalojar bajas por la "pasarela de la muerte" y muchos heridos mueren en el campo de batalla. En la Facultad de Filosofía y Letras se lucha con intensidad. En el Estado Mayor se contempla la posibilidad de retirar la columna de Durruti del frente, los milicianos de la Columna López-Tienda se integran en la Quinta Brigada. Alemania e Italia reconocen este día 18 haciendo público internacionalmente como legítimo el Gobierno del general Franco. Esta noticia animó a las tropas de retaguardia franquista.
El 19 de noviembre el silencio en los frentes de la Ciudad Universitaria se ve apagado por los gritos de dolor de los heridos. Durante el intenso bombardeo aéreo de Madrid de los días anteriores se ve afectado el Palacio de Liria (propiedad de los Duques de Alba). El batallón Garibaldi substituye al batallón Dabrowski a lo largo de la cuenca del Manzanares y de la Puerta de Hierro. El batallón Thälmann substituye al de André en la Ciudad Universitaria, que había sufrido fuertes bajas. Dicho batallón de Edgar André es el primer batallón internacional que se formó en Albacete (22 de octubre de 1936).
Ese día 19 el líder anarquista Buenaventura Durruti solicita un coche con conductor para dirigirse inmediatamente hacia el Clínico, pues se ha enterado de que sus hombres quieren abandonarlo a toda costa. A las 2:00 p. m., al salir del coche, es mortalmente herido a las puerta del Hospital (junto al edificio de la Junta Municipal de Moncloa). Durruti, días antes se mostraba enfurecido por la mala actuación de sus hombres, les exigió que hicieran sacrificios y que borraran esa vergüenza. Existen cuatro versiones de la muerte de Durruti: en la primera se menciona que fue herido por una bala perdida del enemigo destacado en el Clínico; la segunda, que surge de rumores, menciona que la bala podría venir de sus propios hombres; la tercera que menciona haber sido disparado por un miliciano comunista y la cuarta, que él mismo se disparara por accidente con su ametralladora ("Naranjero") al salir del coche. La última persona que lo asiste es su colaborador Ricardo Rionda. Este asturiano lo acompaña y le oye pronunciar como últimas palabras antes de recibir el disparo: "demasiados comités".
En la madrugada del día 20 Durruti muere en el Hotel Ritz de Madrid, que se había equipado como un hospital de sangre para las tropas catalanas destacadas en la ciudad. El cirujano José Santamaría no logra salvar la vida del líder anarquista. Se oculta la noticia de la muerte unas 24 horas, pero el rumor corre pronto por las calles de Madrid.
La noticia provoca la desmoralización de la unidad anarquista de Durruti, que se retira del frente a punto de crear un desastre entre las líneas republicanas. Finalmente, serán relevados del frente por otra unidad y se lanza un contraataque contra los crecientes avances de las tropas rebeldes. La batalla, centrada en torno al Clínico, continuará hasta el día 23. La defensa constante de la facultad de Filosofía y Letras impidió que los marroquíes avanzaran hacia la plaza de la Moncloa, pero no se pudo evitar la captura de los Institutos de Higiene y del Cáncer así como de la pérdida definitiva del Hospital Clínico, tras la retirada, casi una huida, de los anarquistas catalanes. A partir de entonces, los dos ejércitos, casi exhaustos, se dedicaron a mantener y fortificar sus posiciones, paralizándose poco a poco los combates y con un frente que cada vez se va convirtiendo en una línea de trincheras y búnkeres fijos.
La tarde del mismo día 20 es sentenciado a muerte y fusilado el líder falangista José Antonio Primo de Rivera en el patio de la cárcel de Alicante, la noticia se ocultó durante algún tiempo en el bando franquista.
En la Junta se discute el desarme de la columna Cataluña. El anarquista Ricardo Sanz sustituye a Durruti y llega a Madrid en la mañana del día 21. De los 1800 milicianos un tercio ha caído muerto o herido, al final solo unos centenares se quedan en el frente de la Ciudad Universitaria. El resto de los efectivos abandona el frente y regresa a Aragón y Cataluña en los días posteriores.
Se concentran ya casi tres mil efectivos atacantes en el otro lado de la orilla del Manzanares, repartidos entre los diferentes edificios de la Ciudad Universitaria. La lucha es tan intensa que muchas unidades se desmoronan, el Batallón Cuenca abandona este mismo día regresando a su tierra. Vicente Rojo anuncia a la Junta de Defensa de Madrid que escasean municiones básicas, las acciones de reconquista del cerro garabitas han sido infructuosas. La Casa Velázquez arde y el Clínico se ha perdido.
Las tres cuartas partes de la Ciudad Universitaria se encontraba en poder de las fuerzas atacantes. La batalla por Carabanchel se hace casa a casa, piso a piso. La confusión en la zona es tal que no se saben las demarcaciones. Las escaramuzas tácticas se van apagando poco a poco en todos los frentes. En el frente de Usera, en las trincheras defensivas muere el 22 de noviembre el escultor Emiliano Barral participando como miliciano. A su memoria dedicó Antonio Machado unas poesías. El fotógrafo Robert Capa regresa a Madrid. Se empieza a fortificar la segunda línea defensiva de la ciudad.

### La Reunión de Leganés
El 23 de noviembre se produce una reunión del Estado Mayor en el cuartel de Ferrocarriles de Leganés, a la que acude por primera vez Franco así como los generales Mola, Saliquet, Varela. El objetivo de la reunión era el de revisar el estado de la situación. En el transcurso se plantea una nueva estrategia que consiste en la renuncia al ataque frontal a la ciudad y a la toma de Madrid como primer objetivo militar. Esta renuncia pasaba por estabilizar el frente y aceptar como consecuencia una prolongación de la Guerra Civil que se convertiría en una guerra de desgaste. Esta reunión se tradujo en que la "Batalla de la Ciudad Universitaria" había acabado quedando en un estado de frente permanente y la "Defensa de Madrid" tomaría a partir de entonces nuevos frentes al Noroeste de Madrid. La idea de aislar Madrid mediante maniobras envolventes hace que se desplace el centro de gravedad de la confrontación en diciembre con la Batalla de la carretera de La Coruña, continuó después, en febrero de 1937, con la Batalla del Jarama y, finalmente, en un último intento de abordar Madrid en marzo de 1937, con la Batalla de Guadalajara mediante las tropas italianas. Por razones de prestigio, el general Franco decidió mantener sus fuerzas en las posiciones más avanzadas que habían alcanzado, en vez de retirarlas a mejores líneas de asedio. El centro de mando avanzado de las tropas atacantes se situó en la Escuela de Arquitectura debido a que era el primer edificio al que se accedía desde la Pasarela de la Muerte. El mantenimiento del frente supuso una nueva modalidad de guerra, desconocida hasta entonces: la guerra de minas.

## Los bombardeos en la batalla de Madrid

### Los bombardeos sobre Madrid
En la noche del 27 al 28 de agosto de 1936 Madrid fue bombardeada por primera vez. Un Junkers Ju 52 alemán lanzó varias bombas sobre el Ministerio de la Guerra y la Estación del Norte, causando un muerto y varios heridos. A partir de entonces "Madrid iba a convertirse en la primera gran ciudad europea de la historia bombardeada por la aviación". Las autoridades tomaron una serie de medidas para proteger a la población civil frente a los bombardeos, informando de lo que debían hacer y señalando los refugios en los que podían resguardarse, "aunque en realidad no se tomaron medidas sistemáticas a fin de preparar a la ciudad para una guerra moderna".

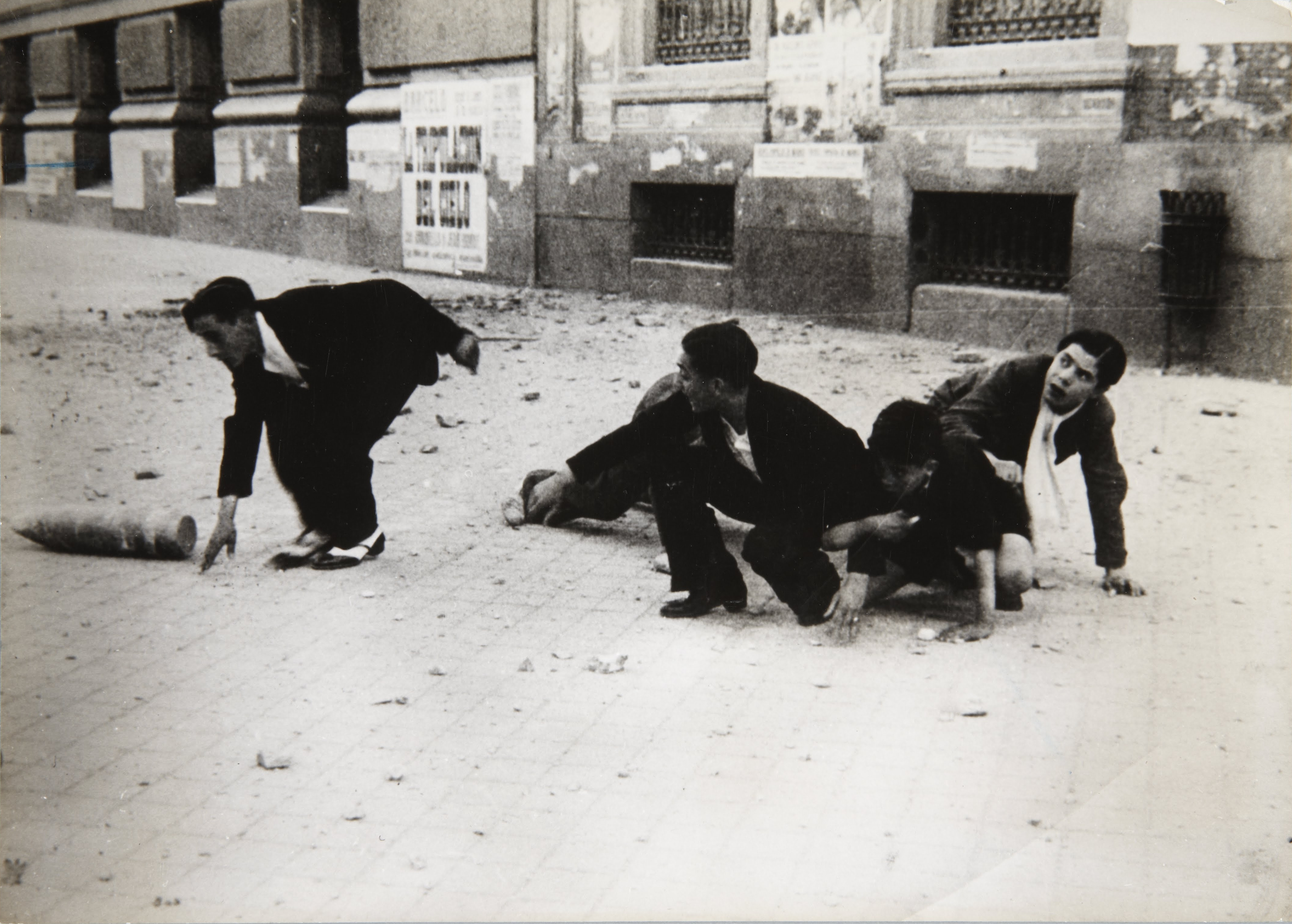
Jóvenes huyendo de un proyectil caído en la Gran Vía.

A medida que las tropas rebeldes del general Franco se fueron acercando a Madrid se intensificaron los bombardeos sobre la ciudad y sobre las poblaciones cercanas como Getafe. En esta última localidad el bombardeo del 30 de octubre causó la muerte de 60 niños. Y a principios de noviembre, cuando las tropas sublevadas llegaron a la Casa de Campo de Madrid los bombardeos pasaron a ser diarios, no sólo de la aviación sino de la artillería. El primer gran bombardeo tuvo lugar el 4 de noviembre, pero a partir de mediados de ese mes, cuando el ataque frontal a Madrid se detuvo en la Ciudad Universitaria gracias a la resistencia republicana, comenzaron los ataques masivos y metódicos no contra objetivos militares sino contra la población civil para conseguir que se desmoralizara y obligara a rendirse a la Junta de Defensa de Madrid presidida por el general Miaja (el gobierno de Largo Caballero a principios de noviembre se había trasladado a Valencia). "Destruiré Madrid antes que dejárselo a los marxistas", declaró el general Franco. Y el general Alfredo Kindelán escribió: "Franco ordenó un ensayo de actuación desmoralizadora de la población [de Madrid] mediante bombardeos aéreos". Sin embargo, la "intimidación por bombardeos aéreos", como la llamó el general Kindelán, no sólo no surtió el efecto deseado sino que aumentó el deseo de resistir de los madrileños, muchos de los cuales que al principio eran indiferentes, comenzaron a odiar a la causa de los sublevados. Una madrileña, secretaria de profesión, recordaba:

Sabiendo que en cualquier momento podían matarte desde el aire, te decías que daba lo mismo morir combatiendo. Los bombardeos no le sirvieron de nada al enemigo. Sólo ponían furiosa a la gente, aumentaban su decisión de resistir. Se crearon comités de casa para controlar los movimientos de los residentes, para impedir los saqueos durante las incursiones aéreas. Era una forma de control civil, aunque no pasó de eso. Al cabo de un tiempo te volvías fatalista. Yo me negaba a bajar al refugio cuando sonaba la sirena

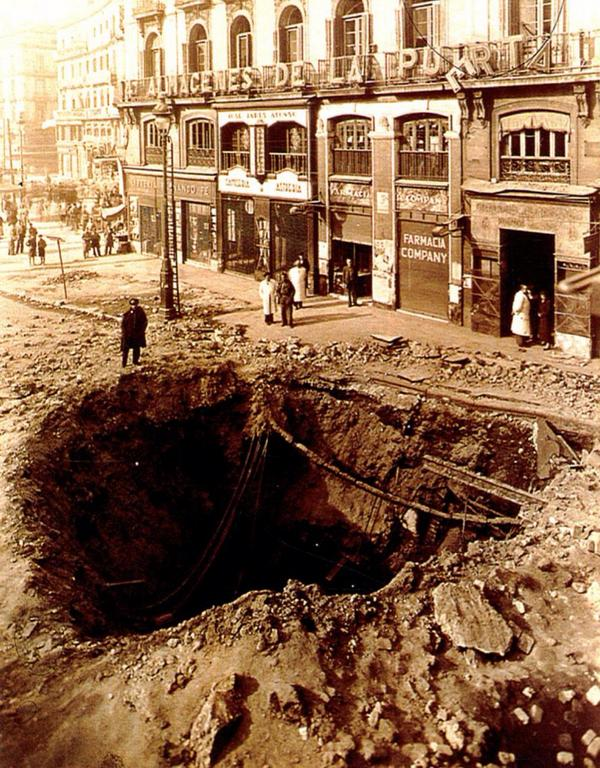
Impacto de una bomba en la Puerta del Sol el 17 de noviembre de 1936.

La mayoría de los bombardeos fueron realizados por Junkers Ju 52 que volaban en escuadrillas de tres aparatos por lo que los madrileños los bautizaron como "las tres viudas". En los bombardeos se utilizaron también bombas incendiarias y algunas cayeron sobre edificios históricos, como el Museo de Arte Moderno o el Museo de Arqueología. Madrid no contaba por entonces con medios de defensa antiaérea. En la noche del 8 de noviembre catorce aviones alemanes bombardearon la capital, provocando muchas víctimas. Mr Edwin Lance, representante diplomático de Gran Bretaña y que resultó herido, declaró: «Estos bombardeos nocturnos sobre el centro de una ciudad constituyen el crimen más abominable de la Historia». Del 9 al 15 de noviembre hubo decenas de millares de muertos, siendo bombardeados el Hospital de San Carlos y el de Santa Isabel (quedando los cuerpos de muchos enfermos destrozados por la metralla). El ataque del día 16 de noviembre sobre el Museo del Prado, aunque el incendio del tejado fue rápidamente sofocado, causó un gran escándalo internacional, y obligó a plantearse el traslado de los principales cuadros a Valencia. Ese mismo día también fue bombardeado el edificio de la Biblioteca Nacional, lo que obligó a iniciar el traslado de los 630 000 volúmenes que se encontraban en sus sótanos. A partir de esa fecha se generalizaron también los bombardeos nocturnos; el del 17 de noviembre duró desde las nueve de la noche hasta las dos de la madrugada. Como consecuencia de todos estos bombardeos Madrid era un caos y, como explicó un testigo presencial, "los madrileños debían refugiarse cada poco tiempo en el metro o en los portales, en medio del ruido de las explosiones y de las sirenas de ambulancias y bomberos".

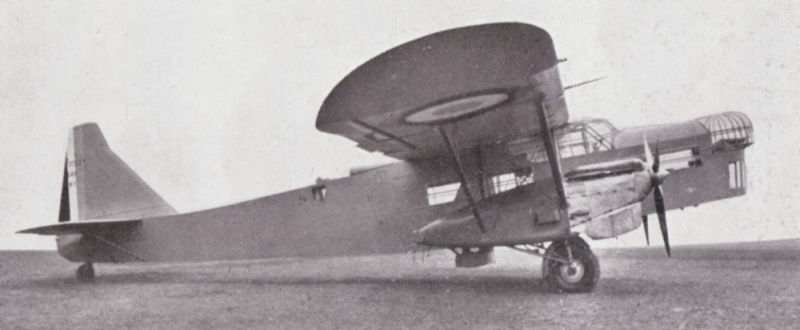
Avión Potez 54

Los días 18 y 19 de noviembre de 1936 Madrid sufrió día y noche una durísima oleada de bombardeos, durante los cuales murieron 133 civiles, que provocaron que el cuerpo diplomático hiciera pública el día 20 una nota de protesta por los "bombardeos aéreos que causan numerosas víctimas indefensas en la población civil, entre ellas, tantas mujeres y niños". Asimismo el periodista francés Louis Delaprée también denunció los bombardeos indiscriminados sobre la población civil, pero su periódico Paris-Soir se negó a publicar alguno de sus artículos, especialmente uno en el que denunciaba la matanza de mujeres y niños bajo el título, prestado de Emile Zola, J'accuse. En una trágica ironía del destino, Delaprée murió el 8 de diciembre de 1936 cuando el avión en que viajaba, un Potez 54 adscrito a la embajada de Francia en Madrid que se dirigía a Toulouse, fue ametrallado por un caza republicano que lo derribó cerca de Guadalajara. Los otros pasajeros sólo resultaron heridos, pero él recibió un balazo mortal en el vientre y otro en la ingle. El piloto del caza republicano, un ruso, confundió el avión con uno del bando sublevado. Una de sus últimas crónicas sobre los bombardeos de Madrid terminaba así:

El Cristo ha dicho: Perdonadlos, porque no saben lo que hacen. Me parece que después de la matanza de los inocentes de Madrid, debemos decir nosotros: "No los perdonéis, pues ellos saben lo que hacen"

Los bombardeos continuaron en los meses siguientes, aunque a partir de enero de 1937 el bombardeo artillero desde la Casa de Campo fue predominando cada vez más sobre el bombardeo aéreo. Así el nuevo año fue "celebrado" por las fuerzas rebeldes con el bombardeo de la Puerta del Sol con doce obuses lanzados por la artillería sublevada situada en el cerro de Garabitas de la Casa de Campo.
A principios de abril de 1937, las autoridades republicanas dieron a conocer las cifras oficiales de los daños sufridos a causa de los bombardeos de aviación y de artillería desde el 7 de noviembre de 1936. "Un total de 980 edificios, entre ellos 14 escuelas, 8 iglesias, 4 hospitales y 2 museos, habían sido dañados total o parcialmente. En cuanto a personas, 907 habían muerto en el acto, 2800 habían resultado heridas y 370 de ellas fallecerían después, mientras que 430 habían desaparecido. En estas cifras no están incluidos los destrozos sufridos en Tetuán de las Victorias y Puente de Vallecas, y tampoco los 214 muertos que ocasionaron en la población civil los bombardeos aéreos que sufrieron estas barriadas. En total, la cifra de fallecidos ascendía a 1491". El barrio de Madrid menos afectado fue el barrio de Salamanca ya que Franco ordenó que no fuera bombardeado (allí es donde se encontraban las casas de muchos de los que habían apoyado la sublevación), mientras que el centro (la Gran Vía fue rebautizada como la "Avenida de las bombas") y sobre todo el barrio de Argüelles fueron los más castigados: "fachadas en difícil equilibrio, boquetes a la altura de los pisos superiores, postes de luz derribados, socavones, raíles de tranvías retorcidos y edificios completamente hundidos".

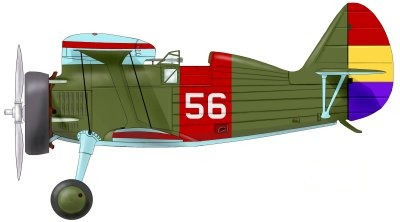
Avión I-15 Polikarpov "Chato" republicano

### Los cazas soviéticos en la defensa de Madrid
En el éxito de la defensa de Madrid desempeñaron un papel muy importante los aviones enviados por la Unión Soviética con sus respectivas dotaciones, que entraron en acción nada más iniciarse el asalto a la capital por las tropas sublevadas a principios de noviembre de 1936. Así los 132 cazas soviéticos "Moscas" y "Chatos" disputaron la superioridad aérea a los 117 aviones de la Legión Cóndor alemana y a los cazas italianos, hasta entonces incontestada.
El primer día en que empezaron a actuar los "Chatos" fue el 4 de noviembre, logrando dispersar a los cazas Fiat C.R.32 que escoltaban a los Junkers Ju 52 que iban a bombardear Madrid, y en los días siguientes logran derribar 6 aviones enemigos. El 13 de noviembre se enfrentan 13 "Chatos" con 14 Fiat C.R.32 sobre el paseo de Rosales pero, pese a su mayor velocidad, los aviones soviéticos no consiguen eliminar del cielo a los aviones rebeldes.

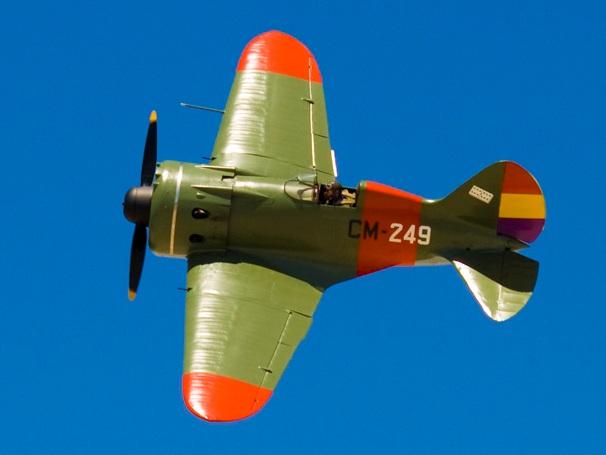
Un Polikarpov I-16, "Mosca", de la Fundación Infante de Orleans (2008).

Los cazas soviéticos también tienen una actuación muy destacada en febrero de 1937, durante la batalla del Jarama, ya que consiguen impedir los bombardeos de los Junkers Ju 52 alemanes. Pero el 18 de febrero, tras un combate aéreo dirigido por Joaquín García-Morato al frente de la Patrulla Azul, los rebeldes recuperan el dominio del aire. En un combate entre Fiat y Chatos, pese a su menor velocidad, los Fiat derriban a 8 Chatos. A partir de este momento, los rusos, por precaución, deciden no enviar más Chatos a la batalla del Jarama.
También intervienen en la batalla de Guadalajara, consiguiendo la superioridad gracias a que los aeródromos improvisados de los sublevados están embarrados debido a las fuertes lluvias y no permiten que despegue la aviación. Los republicanos tienen así el dominio del aire y hostigan a las fuerzas italianas, empleando los aviones incluso para la guerra psicológica, bombardeando a las tropas con pasquines que les invitan a desertar. El día 12 de marzo la aviación apoya el avance de las tropas republicanas que consiguen detener la ofensiva italiana sobre Guadalajara.

### Los bombardeos de los puertos del Mediterráneo

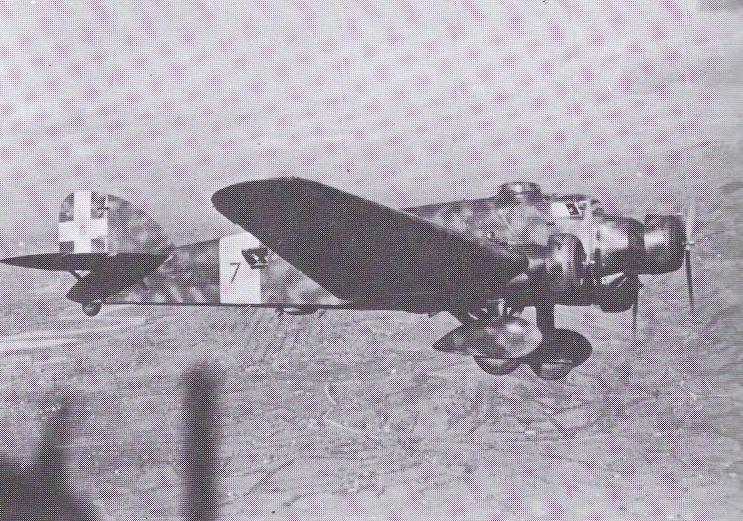
Avión italiano Savoia-Marchetti S.M.81 utilizado por la Aviación Legionaria desde su base en Mallorca para bombardear las ciudades y los puertos republicanos de la costa mediterránea.

En octubre de 1936 llegaron los primeros envíos de material bélico de la Unión Soviética destinado en su inmensa mayoría a la defensa de Madrid y el bando sublevado intentó impedirlo bombardeando los puertos del Mediterráneo a donde llegaban los barcos soviéticos, especialmente Cartagena que era el puerto principal de arribada. Así el 18 de octubre Cartagena sufrió el primer gran ataque aéreo, pero las defensas antiaéreas de la base naval impidieron que el puerto resultara dañado, aunque hubo 22 muertos y decenas de heridos (el ataque tuvo represalias: "un total de 49 personas fueron sacadas de la cárcel de San Antón y fusiladas en el cementerio de la ciudad"). Los bombardeos continuaron los días siguientes efectuados por aviones italianos Savoia-Marchetti S.M.81 y alemanes Junkers Ju 52, incluyendo el aeródromo de Cieza y Hellín donde se montaba el material soviético con destino a Madrid. Así entre octubre y diciembre Cartagena fue bombardeada en nueve ocasiones causando 65 víctimas mortales, la mayoría de ellos civiles porque muchas de las bombas lanzadas desde gran altura para evitar las defensas antiaéreas cayeron sobre la ciudad. Además en estos bombardeos los aviones alemanes e italianos contaron con la colaboración de un crucero y dos destructores alemanes que les emitían señales de balizamiento para orientarlos en la ida y en el regreso del ataque. "A pesar de esta serie de bombardeos, el objetivo de impedir el desembarco de las armas rusas no se cumplió... y ninguna de las instalaciones militares de la ciudad sufrió graves daños".
Alicante y su puerto fueron bombardeados desde el aire el 5 y el 28 de noviembre de 1936. En el primer bombardeo hubo dos muertos y causó un gran pánico entre la población (muchos alicantinos se marchaban por la noche a dormir a sus casas de la huerta) y en el segundo tres muertos y 26 heridos. En este último las agresiones fueron varias (en total los aviones lanzaron 160 bombas que, entre otros objetivos, alcanzaron la factoría de Campsa) y provocó que hubiera represalias: la prisión provincial fue asaltada y de allí fue sacado un grupo de 49 presos que fueron asesinados en las paredes del cementerio. Asimismo la armada sublevada bombardeó varios puertos, como el de Rosas en Gerona el 30 de octubre que fue cañoneado por el crucero Canarias, y con la inestimable ayuda de la armada italiana comenzó el bloqueo del Mediterráneo para impedir que los barcos soviéticos llegaran a puerto, lo que fue anunciado por el generalísimo Franco el 3 de octubre, acompañado de la amenaza de bombardear Barcelona, provocando que abandonaran la ciudad la mayoría de los residentes extranjeros. Por su parte el crucero Canarias continuó con los bombardeos de los puertos mediterráneos: el de Almería, el 8 de noviembre; el de Barcelona, el 10; el de Palamós el 17. Entre el 6 y el 12 de enero de 1937 Almería fue bombardeada desde el aire en tres ocasiones. En el ataque del día 6 murieron 7 personas, y en el día 12, 8. A mediados de febrero de 1937 tuvieron lugar los dos primeros bombardeos graves de Barcelona (murieron 18 civiles) y de Valencia (25 muertos), capital de la República en aquellos momentos, a cargo no de los cruceros de la flota franquista, sino de dos buques de la marina italiana. También fueron objeto de bombardeos marítimos (a cargo de los cruceros Baleares, Canarias y Almirante Cervera) y aéreos (de la Aviación Legionaria con base en Mallorca) la zona norte de la costa catalana con el objetivo de cortar las comunicaciones con Francia por donde llegaban muchos de los suministros destinados a la República (el objetivo principal fue el puente ferroviario de Culera cercano a Port-Bou que nunca fue dañado de consideración).

### Las represalias por los bombardeos
Como en otros lugares, durante la batalla de Madrid hubo represalias por los bombardeos. Las más graves se produjeron el 6 de diciembre de 1936 en Guadalajara después de un bombardeo en el que 23 aviones "facciosos" arrojaron 200 bombas incendiarias y 40 explosivas que causaron 18 víctimas mortales además de numerosos destrozos materiales. Ese día civiles y milicianos asaltaron la cárcel y asesinaron a todos los presos derechistas, cerca de 280 personas. Los esfuerzos para evitar la matanza del gobernador civil Miguel Benavides (quien ya había impedido un primer intento de asalto a la cárcel tras el bombardeo del 1 de diciembre) fueron inútiles ante "una ingente multitud [que] se dirigió hacia la cárcel alentada por milicianos y miembros del comité revolucionario, a los que se unieron los milicianos de una compañía del batallón Rosenberg acuartelado en la ciudad". En cambio el intento de asalto de la cárcel de Alcalá de Henares de dos días después, como represalia a un bombardeo de los sublevados en que murieron varios civiles, fue impedido por el anarquista Melchor Rodríguez García, director general de Prisiones, que, según uno de los reclusos, el conocido monárquico Cayetano Luca de Tena, "se plantó en la puerta [de los talleres de la prisión donde se habían refugiado los presos] y consiguió frenarles. Les dijo que eran unos cobardes, que matar presos desarmados era muy fácil y que si querían podían ir al frente".

## Las maniobras envolventes para atacar Madrid (noviembre de 1936-marzo de 1937)

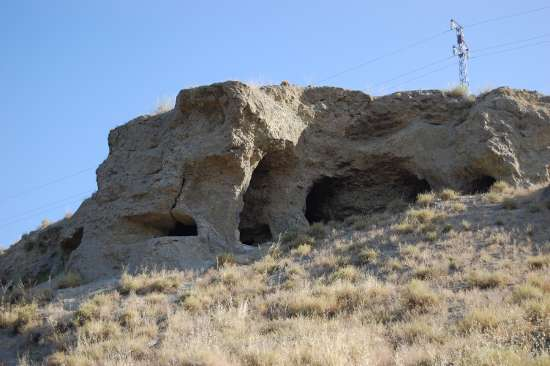
Casamatas que defendieron el valle del Manzanares, Parque Lineal del Manzanares, Madrid

Al fracasar el ataque frontal los sublevados decidieron envolver Madrid por el noroeste concentrando sus fuerzas para cortar la carretera de La Coruña e intentar penetrar por allí hacia la capital, aislándola al mismo tiempo de las unidades republicanas que combatían en la Sierra de Guadarrama. En el primer intento que tuvo lugar a finales de noviembre (primera batalla de la carretera de La Coruña) sólo consiguieron avanzar tres de los siete kilómetros previstos, quedando detenido el ataque. El segundo intento tuvo lugar en diciembre (segunda batalla de la carretera de La Coruña) y también resultó un fracaso. El tercer y último intento conocido como tercera batalla de la carretera de La Coruña tuvo lugar a principios de enero de 1937 y constituyó la "primera batalla importante de la Guerra Civil Española en campo abierto". Para el ataque los sublevados organizaron un importante ejército, llamado División Reforzada de Madrid, que contaba con tanques italianos, baterías antitanque para contrarrestar los T-26 soviéticos y artillería pesada. Frente a ella los republicanos bajo el mando del general José Miaja y las directrices de su jefe de Estado mayor, el coronel Vicente Rojo Lluch, desplegaron un ejército compuesto de cinco divisiones, cada una con tres brigadas, aunque algunas no estaban completas y muy pocas estaban mandadas por oficiales de infantería de carrera (para mandar las cinco divisiones se tuvo que recurrir a dos oficiales retirados por la ley Azaña de 1931, a dos oficiales provenientes de las fuerzas de seguridad, y a un miliciano, el comunista Juan Modesto). Entre los días 3 y 6 de enero de 1937 la División Reforzada atacó hacia el Norte y luego giró al Este al llegar a la carretera de La Coruña, pero las fuerzas republicanas resistieron y los sublevados el 15 de enero tuvieron que desistir en su avance.
Para el escritor e historiador Jorge Martínez Reverte, la Tercera batalla de la carretera de La Coruña, aunque él no la llama exactamente así, cierra la batalla de Madrid propiamente dicha, con el siguiente resultado:

Madrid no ha sido la tumba del fascismo como prometía la propaganda de los cartelistas republicanos. Un gran tramo de su perímetro está ocupado por las tropas de Franco, que intentan asfixiar sus comunicaciones y desmoralizar a la población. A los combatientes ya saben que no les pueden vencer. El último intento destinado a cortar las comunicaciones con la Sierra, les ha dejado exhaustos.
 Pero Madrid sí ha sido la ciudad que ha detenido la embestida de los rebeldes por primera vez en la corta historia de las rebeliones antidemocráticas de la extrema derecha, triunfantes en Alemania, Italia y otros países de Europa central.
 En Madrid se respira un aire confuso de triunfo y miseria. La exaltación de la defensa da paso, poco a poco, a la conciencia de que los meses se van a suceder en un permanente conflicto de hambre y muerte. La guerra será larga, dura, y tan implacable como ha transcurrido hasta ahora. Los edificios seguirán desplomándose bajo las bombas. Seguirán muriendo niños. El frente seguirá consumiendo a los hombres por centenares con un apetito insaciable. (...) 
Las bombas ya no caerán apenas en el frente de Madrid hasta que la guerra acabe. Caerán en Madrid. Los que han apoyado la resistencia verán cumplida la amenaza de Franco poco antes del 6 de noviembre: si no se rinde, la ciudad será arrasada

Fracasado el intento de envolver Madrid por el noroeste y atacarla por el norte, los sublevados lo intentaron por el sureste avanzando hacia el río Jarama para cortar la vital carretera de Valencia, por donde llegaban a Madrid la mayoría de sus suministros. La batalla del Jarama se inició el 4 de febrero y terminó el 23 de febrero de 1937 sin que los rebeldes lograran su objetivo. Tras este intento los sublevados se encuentran con todas sus tropas del frente de Madrid agotadas y sin reservas. Los republicanos están también exhaustos pero han logrado poner freno a todas las ofensivas franquistas aún a costa de perder unos cuantos kilómetros de territorio. Es entonces cuando aparecen en escena los oficiales italianos del Corpo Truppe Volontarie (CTV) que presentan al generalísimo Franco un plan con el que atacar el frente republicano de Guadalajara, cogiendo por la espalda a las tropas que estaban en el frente del Jarama y cerrando, así, el cerco sobre Madrid desde el Noreste.

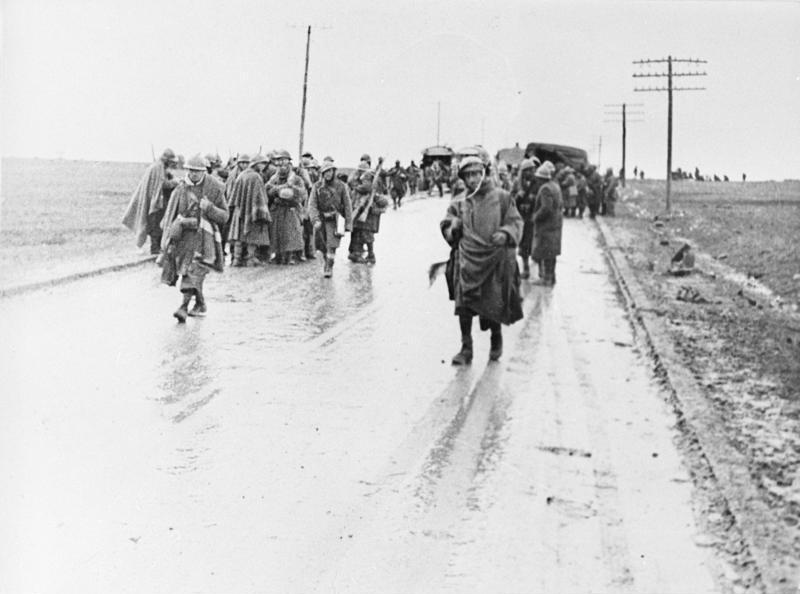
Avances de las tropas italianas del CTV durante la Batalla de Guadalajara.

Este último intento de envolver primero Madrid y después iniciar el asalto a la capital, una iniciativa del "Corpo di Truppe Volontarie" (CTV) fascista italiano a la que accedió el generalísimo Franco, dio lugar a la batalla de Guadalajara. La idea italiana de la ofensiva era atacar Madrid desde el noreste dirigiéndose a Guadalajara y una vez tomada esta ciudad cortar la carretera de Valencia y entrar en la capital. El día 8 de marzo comenzó el ataque italiano pero el 12 de marzo las tropas republicanas lanzaron una contraofensiva que hizo huir desmoralizada a la 3.ª División italiana. El día 19 de marzo las fuerzas republicanas detuvieron su avance y organizaron líneas de defensa. El 23 de marzo terminó la batalla de Guadalajara que la prensa internacional liberal y de izquierdas llamó la "primera victoria contra el fascismo", destacando el hecho de que muchos "legionari" del CTV habían sido capturados por los "garibaldini" de las Brigadas Internacionales.
La posibilidad de una rápida victoria fascista italiana se vio frustrada por las lluvias que empantanaron los campos de Guadalajara así como el progresivo aumento de la resistencia republicana. En unos pocos días la ofensiva italiana se estanca y los republicanos pasan al contraataque, logrando recuperar el terreno perdido e infligir una humillante derrota a los italianos. Para Franco supone la confirmación de que Madrid es un hueso demasiado duro de roer y pasa a la defensiva en este frente, prefiriendo dirigir la mirada hacia el Frente Norte.
Los historiadores están de acuerdo en designar al general José Miaja y especialmente a su jefe de Estado mayor el coronel Vicente Rojo como los artífices del éxito republicano en la batalla de Madrid, aunque Ramón Salas Larrazábal señala al Coronel Carlos Romero Giménez como el "héroe máximo de la defensa de Madrid" por su éxito en la defensa del Puente de los Franceses el 15 de noviembre de 1936, uno de los momentos decisivos de la batalla de Madrid.

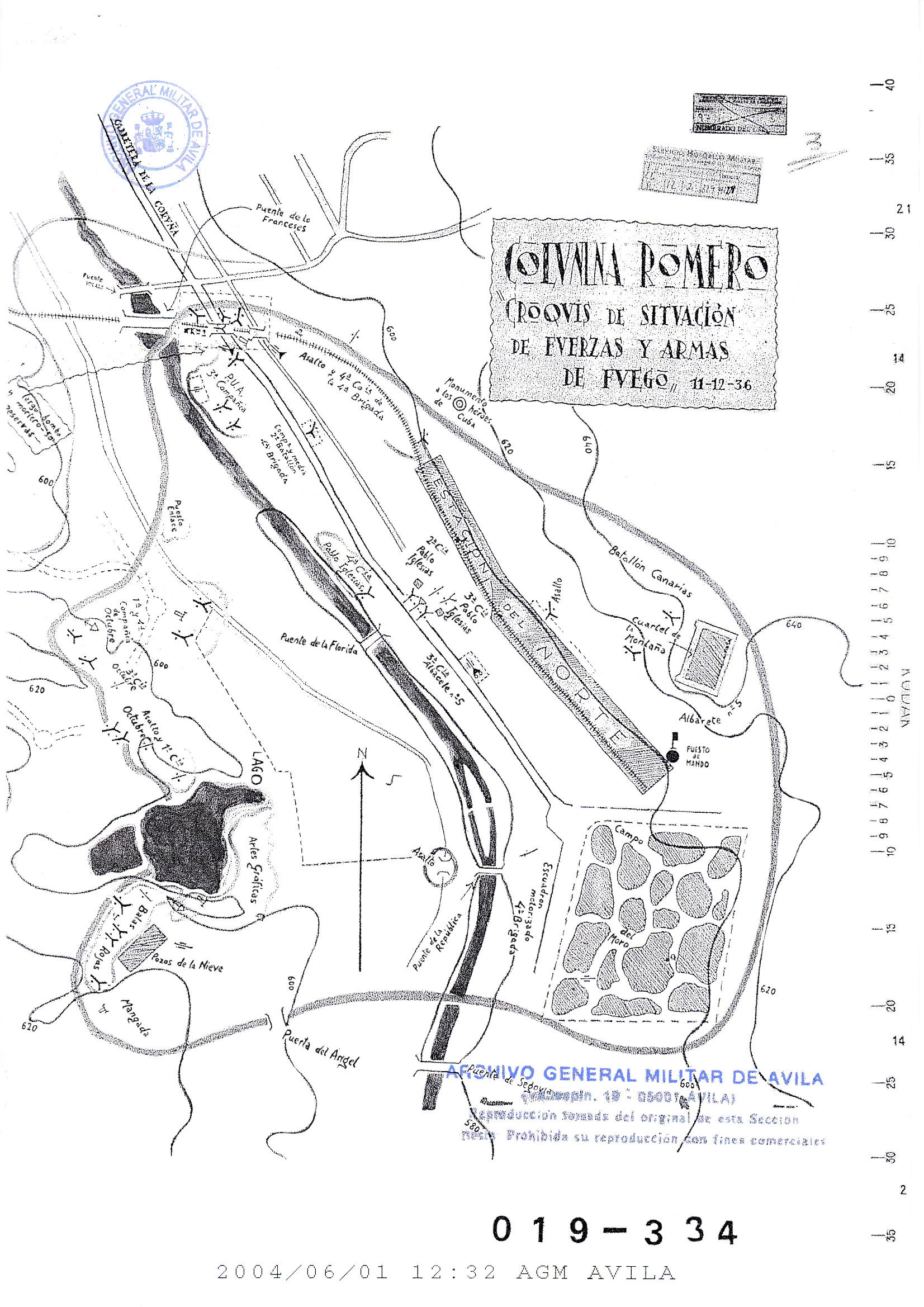
Columna Romero- croquis de situación de fuerzas y armas de fuego. Defensa de Madrid.

## El largo asedio de la ciudad

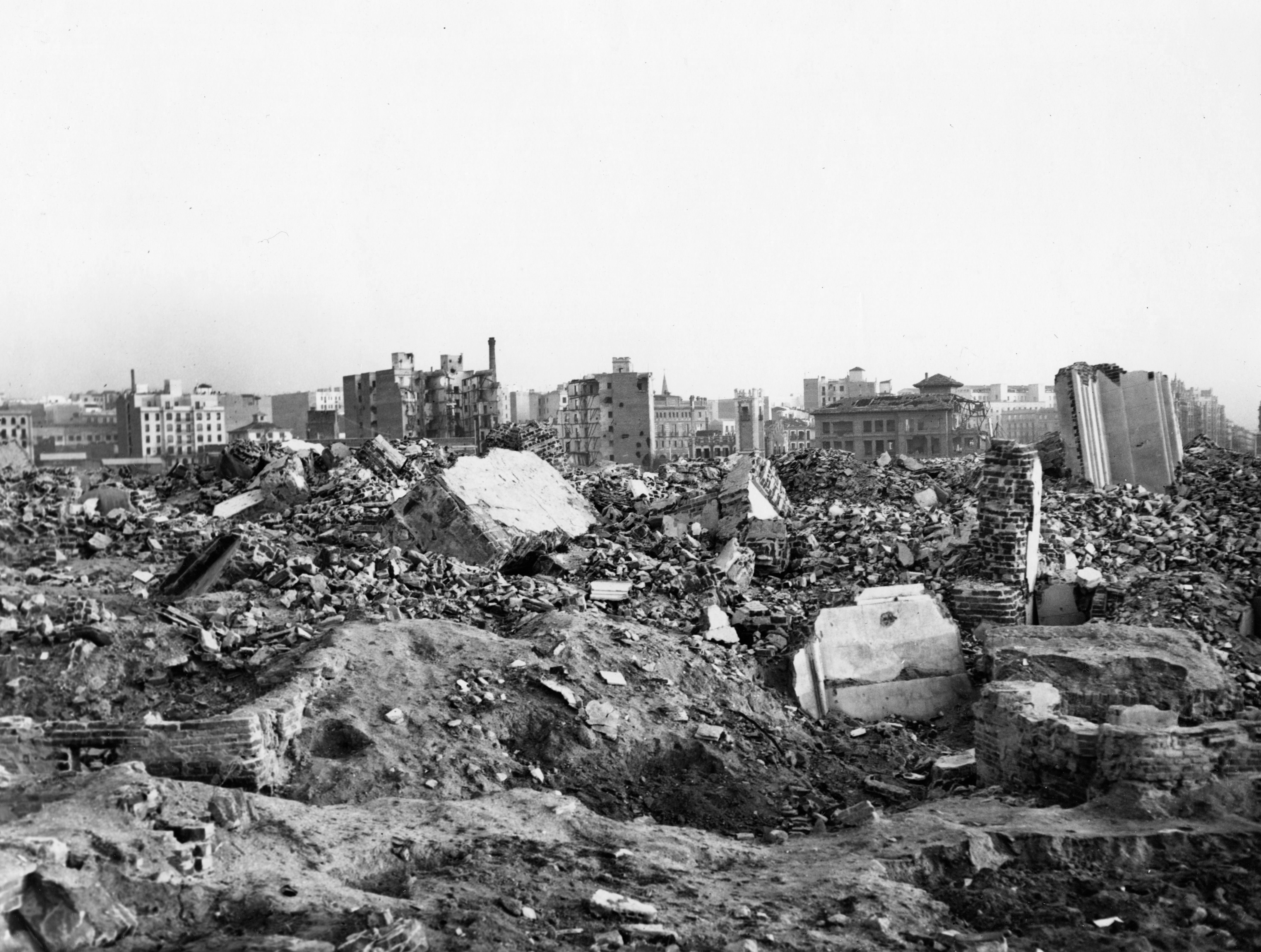
El edificio de la Diputación Provincial en ruinas después de la Batalla de Madrid.

Desde abril de 1937 la presión franquista sobre Madrid quedó limitada a un asedio que no cesará ni un solo momento: Franco es paciente y prefiere esperar a que Madrid esté agotada para atacar. Y es que, tras los reiterados fracasos por hacerse con Madrid la estrategia de los sublevados pasa por hacerse con el control de la franja norte que se mantiene leal al poder republicano. Tras la ofensiva de Vizcaya y la caída de Bilbao, las tropas de los sublevados continúan con sus planes, con el punto de mira puesto sobre Santander. Ante esta situación el Estado Mayor republicano decidió dar un golpe de efecto sobre una posición que distrajera (y retrasara) a las tropas del Frente norte: las únicas tropas que habían demostrado estar a la altura de las circunstancias eran las fogueadas tropas del frente del centro, por lo que la ofensiva quedó claro que sería en este sector.
La idea que se presentó era sencilla: tratar de rodear a las fuerzas que asediaban Madrid desde el oeste mediante un ataque desde dos frentes en forma de tenaza. El ataque comienza el 6 de julio conquistando numerosas poblaciones (entre ellas, Brunete) y aunque mantiene un fuerte impulso por parte republicana los primeros días, la balanza se inclina finalmente ante los sublevados que lograrán contraatacar y reconquistar Brunete y otras localidades perdidas anteriormente. Para el 26 de julio todo combate ha acabado y la batalla había acabado sin que el plan republicano se efectuase y con gran cantidad de bajas y perdidas materiales por ambos bandos. Después de Brunete no se volvió a producir ninguna ofensiva más en la zona. La ciudad aguantará durante meses el asedio hasta prácticamente el final de la guerra, y a pesar del progresivo endurecimiento de las condiciones para la población madrileña, que veían cada vez más reducido el racionamiento de alimentos y medicamentos. Los bombardeos aéreos y el cañoneo desde el Cerro Garabitas empeoraban el ya difícil día a día de los madrileños, aunque se adaptaron a la situación lo mejor que pudieron. Los republicanos intentarán varias ofensivas y ataques en torno a Madrid para aliviar la presión sobre la ciudad. A lo largo de 1937 y 1938 se realizaron numerosos asaltos sobre el Cerro Garabitas para intentar desalojar el puesto artillero que había allí pero ninguno logrará su objetivo; En torno a la Ciudad Universitaria se producen también tiroteos y la pasarela construida para comunicarla con la Casa de Campo es destruida por la artillería republicana en numerosas ocasiones pero ello no supone problema para las posiciones franquistas en la Casa de Campo, pues la pasarela será levantada de nuevo tantas veces como sea destruida por la artillería republicana.
Cuando caiga el Frente Norte, Franco volverá a poner la vista sobre Madrid y planea para ello una ofensiva final para el invierno de 1937-38, que repetiría las operaciones de Guadalajara con un número de fuerzas mucho mayor al de la ofensiva anterior. La inteligencia republicana se da cuenta de la acumulación de material y el Jefe de Estado Mayor, Vicente Rojo, decide atacar Teruel para distraer a los sublevados de sus intenciones sobre Madrid: Efectivamente, Franco suspende sus planes sobre Madrid y acude a Teruel. La situación del frente de la capital permanecerá completamente invariable, si bien se produce un constante descenso en el racionamiento de alimentos que continuará durante el año 1938. Si hay algo por lo que se distingue en esta época es por la escasez de combates, con sólo algunos tiroteos esporádicos o algún asalto a posiciones débilmente defendidas, si bien el ánimo y la moral republicanos van decayendo cada vez más.

### El golpe de Estado de Casado y la rendición final
A comienzos de 1939 la moral de las tropas que guarnecían el frente de Madrid se encontraba prácticamente hundida ante el devenir general de la guerra y el exiguo racionamiento que cada vez va a menos. Tras la caída de Cataluña se hizo evidente que la guerra estaba completamente perdida y empezó a crecer el rechazo a la política de continuar resistiendo defendida por el gobierno de Negrín y apoyada por los comunistas. La persona que aglutinó este descontento fue el coronel Segismundo Casado, comandante del Ejército del Centro republicano desde la primavera pasada y un anticomunista convencido de que llevaba tiempo disconforme con la influencia comunista en el ejército y que tras la Batalla del Ebro había establecido contactos con miembros de la quinta columna franquista de Madrid.
Cuando el gobierno de Negrín volvió a la zona centro-sur desde Francia la conspiración de Casado ya se encontraba en un estado muy avanzado y finalmente el golpe de Estado se produjo entre el 5 y el 6 de marzo de 1939. Con él se sublevaron otros jefes militares como el general Miaja o el anarquista Mera y políticos como Julián Besteiro (y con él, el ala "antinegrinista" del PSOE) así como anarquistas y republicanos que se integraron en el Consejo Nacional de Defensa, presidido por el general Miaja y cuyo hombre fuerte era en realidad el coronel Casado. La sublevación prosperó en un principio en Madrid y el resto de la zona centro-sur, pero la reacción de las tropas fieles a los mandos comunistas en Madrid no se hizo esperar: Luis Barceló Jover, después de dudarlo mucho, se puso al frente de la resistencia comunista al golpe de Casado. Entre los días 6 y 8 de marzo tuvieron lugar combates en las calles de Madrid entre los dos bandos, los cuales a punto están de rendirse a las fuerzas de Casado pero la llegada de refuerzos casadistas al mando (entre otros) de Cipriano Mera inclina la balanza; Luis Barceló fue fusilado en las tapias del cementerio de Madrid el 15 de marzo y la situación controlada por Casado.
Casado había justificado el golpe con la promesa de que obtendría una "paz honrosa" con Franco pero el generalísimo, cuyos agentes sólo habían hecho unas vagas promesas a Casado, reiteró que sólo aceptaría la rendición incondicional. Así las "negociaciones" entre los oficiales enviados por Casado a Burgos y los oficiales del Cuartel General del "Generalísmo" se convirtieron en la imposición de la rendición, por lo que en la ofensiva final las tropas franquistas entraron en Madrid el 28 de marzo sin encontrar resistencia alguna (al coronel Casado y al resto de miembros del Consejo Nacional de Defensa, excepto Julián Besteiro que decidió quedarse en Madrid, se les permitió escapar y embarcaron en un buque de guerra británico que les esperaba en el puerto de Gandía). Así terminó el largo sitio de Madrid, el más largo de toda la guerra.
El asedio sirvió de modelo durante la batalla de Wuhan para las tropas chinas enfrentadas al Japón. Wuhan, centro político, militar y económico de la resistencia, se entendió como "el Madrid del este" (pinyin: Dongfang de Madeli; 东方的马德里), porque debía servir para unir los diferentes actores que luchaban contra el fascismo. Una conocida canción de la época, "Defendamos Wuhan!" (pinyin: Baowei da Wuhan;  保卫大武汉!) dejaba clara esta identificación en su estribillo: Del mismo modo que los españoles defienden Madrid,/ acabaremos con el ataque enemigo, / y consolidaremos nuestro frente anti-japonés./ ¡Defendamos Wuhan!